# Зоофілія
Зоофі́лія (скотоло́зтво, зооера́стія) — парафілія, статевий потяг до тварин, одержання сексуального задоволення в контактах з ними.
Зустрічається переважно в чоловічої статі, частіше в періоді статевого дозрівання в молодих людей, що виховуються в тісному контакті з тваринами. Для сексуального задоволення, як правило, використовуються домашні тварини (кози, вівці, ослиці, кобили, корови). Помітно рідше зоофілія трапляється в жіночої статі, тут зазвичай використовуються собаки, коти та деякі домашні гризуни[джерело?]. В цілому ж розмаїття варіантів подібних контактів велике.
Зоофілія зазвичай є тимчасовою, а не постійною, і як така може розглядатися як псевдоперверзія. Зазвичай з появою можливості нормальних статевих стосунків зоофілія припиняється.

## Зоофілія в історичному контексті
Звичай сексуальних стосунків людини з тварини відомі з часів первісної людини. Найдавнішими відомостями про це є малюнки у печерах Валь Камоніка (Північна Італія), що датуються IX тисячоліттям до н. е.
На давність зоофілії вказують міфи Стародавнього Єгипту та Стародавньої Греції. У першому випадку зооморфність давньоєгипетських богів розглядається як таке підтвердження. Ймовірно, існували жрецькі обряди, під час яких відбувався сексуальний акт людини з різними тваринами або птахами. У давніх греків багато міфів про контакти богів, що у вигляді тварин чи птахів, з людьми, переважно жінками (Зевс у вигляді Лебідя й Леди) або внаслідок веління богів (Пасіфая та бик, їх син Мінотавр).
Зоофілія була досить поширеною у давнину серед народів Близького Сходу. З огляду на це у Біблії (Старому Завіті) міститься заборона таких зв'язків. Проте ймовірно тривалий час вважалася звичною серед семітських народів, що мешкали у Сирії та Палестині.
З огляду на те, що у давньоримській армії були жорстко заборонені гомосексуальні контакти, а існувала необхідність зняття сексуальної напруги, то військо римлян супроводжували череди кіз або овець, гуси. З ними легіонери мали сексуальний зв'язок.
Лише з посиленням та розповсюдженням християнства розпочалася боротьба у кордонах Римської імперії, а потім сусідніх християнських царств (Вірменія, Іберія, Кавказька Албанія) проти зоофілії. Про ще у Середньовічній Європі час від часу відмічалися випадки зоофілії, переважно серед селян.
На Аравійському півострові та Середньому Сході традиції зоофілії тривалий час зберігалися. Навіть поширення ісламу не стало для цього перепоною. Давня арабська приказка каже: «Хадж до Мекки не буде повним без злягання з верблюдом». Втім поступово відбувалася боротьба з проявами зоофілії. Зрештою вона залишилася лише у сільській місцині.
Зоофілія була тривалий час розповсюджена серед народів Індостану (відмічено у храмах Кхаджурахо), в Китаї, Кореї та Японії. Протягом значного періоду історії володарі цих країн жодним чином не протидіяли практиці статевих актів з тваринами. Лише з кінця XIX ст. відбувається моральне засудження, в Китаї з часів приходом до влади Комуністичної партії.
Розповсюдження зоофілії було серед індіанців як Північної, та й Південної Америки. Втім така практика дозволялася лише окремим групам, що мешкали самотньо або перебували тривалий час без жінок. Існують відомості про статеві контакти давніх інків та кечуа з альпаками.

## Причини виникнення
В цілому дитячий інтерес та дружба з тваринами не пов'язані та не приводять до зоофілії.
Вважається, що практика зоофілії, як правило, здебільшого поширена у тваринницьких районах, де звичною є ситуація тривалого перебування чоловіків окремо від жінок, тобто звичною є ситуація в якій неможливо виконати статевий акт між людьми. Також сприяють зоофілії звичаї в ряді країн та народів, які суворо карають дошлюбні зв'язки та невірність, тобто коли юнаки і дівчата можуть почати статеве життя винятково після вступу в шлюб. Саме через це зоофілія з вівцями, ослицями, широко розповсюджена в ряді ісламських країн. Також причинами зоофілії є відсутність статевого партнера який сексуально задовольняє людину. Сприяє зоофілії сексуальна нерозбірливість, тобто здатність задовольняти свої статеві потреби з будь-яким доступним у цей момент еротичним об'єктом, включаючи тварин.
За результатами досліджень до половини юнаків у деяких сільських місцевостях мали зоофільні контакти, причому в багатьох вони завершувалися еякуляцією і оргазмом[джерело?]. Дослідження, проведені з декількома поколіннями, дозволили відзначити, що поширеність зоофілії серед чоловіків знижується з покоління в покоління, а серед представників одного покоління вона наростає від 15 до 25 років, а потім частота контактів з тваринами знижується[джерело?].
З самого переліку причин випливає, що в переважній більшості випадків зоофілія є замісною та обумовленою тривалою ізоляцією від представників протилежної статі при доступному контакті з тваринами, наприклад, серед пастухів, конюхів тощо. Зазвичай у людини не виникає стійкого, виключного статевого потягу до тварин.

## Ступені
Зоофілія має кілька ступенів інтенсивності.
Приховані, чи підсвідомі, зоофільні нахили. Вони виявляються у вигляді еротичних снів і нестатевих контактів із тваринами. Ці контакти приносять задоволення, дещо відмінне від сексуального.
Явні зоофільні нахили. Виявляються в мастурбації при сексуальних фантазіях про тварин в яких сама людина є активним учасником зоофільних контактів. При нормальному статевому акті сама людина чи її партнер подумки асоціюється з твариною.
Зоофільна мастурбація — використання тварин для статевого задоволення через торкання тваринами статевих органів. Збудження, зазвичай, настільки велике, що людина майже завжди досягає оргазму. Частіше зоофільна мастурбація зустрічається в жінок, що за допомогою спеціального дресирування привчають своїх домашніх тварин, переважно котів і собак до кунілінгусу.
Зоофілія як замінний елемент сексуальної поведінки. Стосується людей, що епізодично вступають у сексуальні контакти з тваринами, пояснюючи це відсутністю можливості співжиття з нормальним партнером.
Зоофілія як поведінка, що супроводжує інші сексуальні збочення, наприклад садизм.
Зоофілія як повномасштабна постійна форма сексуальної поведінки. При такому ступені інтенсивності зоофілії сексуальні контакти з тваринами служать основним, чи навіть єдиним джерелом досягнення сексуального задоволення.
В останніх трьох випадках зоофільні контакти виявляються в анальних, оральних чи вагінальних контактах із тваринами відповідно.
Чоловікам об'єктами сексуального задоволення служать великі домашні тварини кози, вівці, ослиці, кобили, корови, але зустрічаються випадки статевих актів з домашніми птахами (кури, гуси) і дрібними тваринами (кролі і тощо), що звичайно супроводжується проявами садизму. Найчастіше контакти чоловіків із тваринами проходять як статевий акт. Серед жінок зоофілія поширена значно менше і відбувається частіше як кунілінгус із собаками і кішками, хоч трапляються і випадки вагінального сексу.

## Сьогодення
Зоофілія заборонена у більшості країн Європи, Америки та Азії. Були видані або окремі закони, що стосувалися цієї форми статевої поведінки, або розцінюються за законами, які не дозволяють заподіювати шкоду тваринам. Так само зоофілія не заборонена в Японії та Мексиці. В США відсутній окремий федеральний закон, проте зоофілію заборонили закони 36 штатів.
Формально під забороною зоофілія знаходиться в мусульманських країнах північної Африки, Близького та Середнього Сходу. Фактично ці країни займають одні з перших місць з випадків зоофілії та випадкам пошуку в інтернеті фільмів на цю тематику.
Дотепер в культурі племен цих країн статевий акт з козами, вівцями і верблюдами не санкціонований, але загальноприйнятий серед хлопчиків. У південній частині Пенджабу, в Пешаварі, Сінді і Белуджистані зоофілія вельми поширена серед сільських юнаків. Секс з тваринами є звичайною практикою серед сільських юнаків і вважається обрядом посвячення в чоловіки. Як об'єкти використовуються зазвичай ослиці та кози, що у Середній Азії та на Кавказі звуться курачами. Ця традиція зберігалася навіть у радянській час, іноді вважається одним із засобів лікування венеричних захворювань[джерело?].
Відповідно до досліджень Аллена Едвардса і професора Роберта Мастерса, мусульмани Марокко вважають, що статеві зносини з віслюками «сприяють зростанню і зміцненню пеніса», тому зоофілію часто воліють мастурбації.
У Лівії чоловікам офіційно дозволено вступати в статевий зв'язок з тваринами. При цьому існує важливе обмеження: тварини повинні бути жіночої статі. За зв'язок з тваринами-самцями загрожує страта.
В більшості країн Близького Сходу досі діє один з фундаментальних звичаїв: у жодному разі не можна їсти ту вівцю, з якою мав статевий зв'язок. Людина, що вирішила з'їсти таку вівцю, здійснює смертний гріх.